# 黑澤爾頓 (密蘇里州)
黑澤爾頓（英語：Hazelton）是位於美國密蘇里州德克薩斯縣的鬼鎮。

## 歷史
黑澤爾頓的郵局於1890年設立，其後於1944年停運。

## 地理
黑澤爾頓所處的海拔為高於海平面276米（即906英呎），而該地所採用的時區為UTC-6，即北美中部時區（CST）。同時該地設有夏令時間，為UTC-6調快一小時，即UTC-5（CDT）。